# Stankovce
Stankovce – wieś (obec) na Słowacji położona w kraju koszyckim, w powiecie Trebišov. Pierwsze wzmianki o miejscowości pochodzą z 1335 roku. 
Według danych z dnia 31 grudnia 2012 roku, wieś zamieszkiwało 161 osób, w tym 88 kobiet i 73 mężczyzn.
W 2001 roku rozkład populacji względem narodowości i przynależności etnicznej wyglądał następująco:
- Słowacy – 98,32%
- Czesi – 0,56%
- Morawianie – 0,56%

Ze względu na wyznawaną religię struktura mieszkańców kształtowała się w 2001 roku następująco:
- Katolicy rzymscy – 51,4%
- Grekokatolicy – 43,58%
- Ewangelicy – 1,68%
- Ateiści – 0,56%
- Nie podano – 0,56%